# 1109

## Události
- srpen – český kníže Svatopluk táhl do Polska, kde neúspěšně obléhal Hlohov, poté polenil část Slezska.
- byl vysvěcen klášterní chrám Nanebevzetí p. Marie při třebíčském klášteru

## Narození
- ? – Bertrand z Blancfortu, šestý velmistr a reformátor řádu Templářů († 2. února 1169)

## Úmrtí
Česko
- 21. září – Svatopluk Olomoucký, český kníže (* ?)

Svět
- 14. dubna – hrabě Fulko IV. z Anjou, hrabě z Anjou a Tours (* 1043)
- 21. dubna – Svatý Anselm z Canterbury, arcibiskup v Canterbury, teolog, filosof, benediktin, a učitel církve (* 1033/1034)
- 28. dubna – Svatý Hugo z Cluny, opat benediktinského opatství Cluny (* 13. května 1024)
- 30. června – Alfons VI., král Kastilie (* 1040)
- 20. července – Adéla Kyjevská, manželka Jindřicha IV. a římskoněmecká císařovna (* 1071)
- ? – Isabela Sevillská, uprchlá muslimská princezna (* ?)

## Hlavy států
- České knížectví – Svatopluk Olomoucký – Vladislav I.
- Svatá říše římská – Jindřich V.
- Papež – Paschalis II.
- Anglické království – Jindřich I. Anglický
- Francouzské království – Ludvík VI. Francouzský
- Polské knížectví – Boleslav III. Křivoústý
- Uherské království – Koloman
- Byzantská říše – Alexios I. Komnenos
- Jeruzalémské království – Balduin I.